# Жданов, Юрий Тимофеевич
Ю́рий Тимофе́евич Жда́нов (1925—1986) — советский артист балета, танцовщик, балетмейстер, педагог, художник. Народный артист РСФСР (1964).

## Биография
Окончил Московское хореографическое училище по классу Николая Тарасова в 1944 году, балетмейстерское отделение ГИТИСа им. А. В. Луначарского (проф. Л. М. Лавровский и Р. В. Захаров) в 1968 году.
В 1944—1967 годах — ведущий солист балета Большого театра.
Исполнял главные партии в балетах «Ромео и Джульетта», «Жизель», «Бахчисарайский фонтан», «Медный всадник», «Красный мак», «Шопениана», «Лебединое озеро», «Спящая красавица», «Раймонда», «Дон Кихот», «Пламя Парижа», «Гаянэ», «Жар-Птица», «Вальпургиева ночь» и др., вёл большую концертную деятельность.
В 1951—1960 гг. был постоянным партнером Галины Улановой, выступал вместе с ней в первых шести из перечисленных балетов и в концертной программе. Вместе они совершили гастрольную поездку по городам СССР (1952), в последующие годы участвовали в первых гастролях советского балета в Париже (1954, 1958), Лондоне (1956), Берлине (1954), Гамбурге, Мюнхене, Брюсселе (1958), Нью-Йорке, Вашингтоне, Лос-Анджелесе, Сан-Франциско, Торонто, Оттаве, Монреале (1959), снимался в кино («Ромео и Джульетта»).
В 1953 году на киностудии «Ленфильм» был снят фильм «Мастера русского балета». В фильм вошли фрагменты балетов Бориса Асафьева «Бахчисарайский фонтан» и «Пламя Парижа», а также балета «Лебединое озеро» П. И. Чайковского. Юрий Жданов исполнил в этом фильме одну из главных партий.
Ю. Жданов выступал также с Светланой Адырхаевой, Софьей Головкиной, Ольгой Лепешинской, Екатериной Максимовой, Майей Плисецкой, Раисой Стручковой, Ниной Тимофеевой, Аллой Шелест и другими русскими и иностранными балеринами. Зрители более тридцати стран знакомы с хореографическим искусством Юрия Жданова.
По окончании сценической карьеры Ю. Жданов был художественным руководителем Государственного концертного ансамбля «Классический балет» (1971—1976), для которого поставил балеты «Франческа да Римини» П. Чайковского, «Весенняя фантазия» Р. Дриго, «Хореографическая сюита» К. Акимова, концертные миниатюры «Молодые голоса» Я. Бенды, «Этюд-картина» С. Рахманинова и ряд др. Для своих постановок Ю. Жданов создавал сам декорации и костюмы.
В 1981—1986 гг. Жданов преподавал в ГИТИС'е, где вёл курсы «Искусство балетмейстера» и «Балетный театр и художник».
Юрий Тимофеевич Жданов умер 9 апреля 1986 года от сердечного приступа. Похоронен в Москве на Кунцевском кладбище.

## Художественное творчество
Художественное образование Юрий Жданов получил в студии известного художника член-корр. АХ СССР Г. М. Шегаля. С начала 1950-х годов он систематически участвовал во всесоюзных и международных выставках советских художников, имел более пятнадцати персональных выставок в нашей стране и за рубежом.
С 1967 года — член Союза художников СССР. Более 150 работ Ю. Жданова — живописных и графических — находятся в музеях нашей страны, около 600 произведений приобретены в частные коллекции.
После смерти Жданова его известность как художника всё более возрастает. Творчеству Жданова посвящён телефильм «Юрий Жданов. Страницы жизни артиста и художника» (1988). 
В последние годы с успехом прошли персональные выставки мастера в Москве и других городах, многие работы проданы в частные коллекции России, Англии, США, Германии, Италии, Японии, Финляндии, Греции.

## Награды
- Орден Трудового Красного Знамени (15.09.1959)
- Орден «Знак Почёта» (27.05.1951)[4]
- Народный артист РСФСР (1964)
- Заслуженный артист РСФСР (04.08.1955)
- Почётная грамота Президиума Верховного Совета РСФСР (25.05.1976)[5]